# 23674 Juliebaker
23674 Juliebaker este un asteroid din centura principală de asteroizi.

## Descriere
23674 Juliebaker este un asteroid din centura principală de asteroizi. A fost descoperit pe 6 aprilie 1997 la Socorro, New Mexico, în cadrul proiectului LINEAR. Asteroidul prezintă o orbită caracterizată de o semiaxă mare de 2,60 ua, o excentricitate de 0,18 și o înclinație de 13,1° în raport cu ecliptica.